# Шихийер
Шихийер или Шейхийер (рут. Шихийер) — старинный рутульский шейхский тухум (род), родовым селом которого является аул Хнюх расположенный в Рутульском районе. Представители этого рода сегодня расселены по всему Дагестану и Югу России.

## Этимология
- По мнению известного рутульского исследователя Ф. З. Дашлая — Шихийер, это производное от рутульского имени Шихай, которое в свою очередь производное от слова «ших» или «шейх». По всей вероятности основатель тухума был святым человеком шейхом. С течением времени громоздкое, не удобное для произношение Шейхайер превратилось в «Шихийер».[1]
- Так же известно, что термин (звание) Ших (праведник, угодник), употреблялся во время Кавказской войны, имамом Гази-Мухаммадом первым имамом Дагестана; главным условием достижения этого звания Гази-Мухаммад поставил отречение от всех мирских благ, безусловное следование шариату и распространение его даже вооруженной рукой. В лице шихов проявились первые кавказские мюриды; не смиренные послушники, какими они должны быть по тарикату, а политические деятели, духовные воины и представители газавата, то есть священной войны. Истинных шихов было немного, потому что свободному горцу трудно было отказаться от всего мирского и передать свою волю в распоряжение другого; но последователей и подражателей у шихов было много.[2]

## История
Представители тухума Шихийер являются коренными жителями Рутульского магала и основателями Хнюха (рут. Хыӏныӏхъ).
Как известно, рутульские типы поселений делятся на 3 типа: муӏхъ (однотухумное поселение), курд (территориально-тухумное поселение) и выселок. На территории Рутульского магала 8 сел относящиеся к типу поселения муӏхъ (типы поселений, которые были образованы представителями одного рода — патронимии), среди них и Хнюх. По мнению доцента кафедры истории ДГУ Г.М-С. Мусаева Шихийер является коренным тухумом (основателем) селения Хнюх. Хнюх перестал быть однотухумным в связи с переселением туда представителей разных сельских обществ. Поэтому Хнюх, как и другие села однотухумного происхождения малочислен.
Хнюх является одним из древнейших сел Рутульского магала. В основанном тухумом Шихийер селе, находятся очень много святых мест (рут. уджагъа), с захоронениями святых предков — шейхов (рут. гӏыныш). Уджагъа по своим функциям делятся на несколько групп. Хнюхские святые места пользовались и пользуются популярностью не только в Рутульском магале, но и далеко за его пределами.

## Фамилии
Все представители тухума до революции носили фамилию Ризаковы, а после установления советской власти распались на такие фамилии как Султановы, Мацаевы, Амраховы, Ризаковы, Таибовы. Фамилии происходят, как правило от того как в Советское время записывались фамилии горцев Дагестана, а записывались они грубо и безграмотно. Как правило спрашивали: Чей сын? Гамзата! Записываем Гамзатов и т. д. У рутульцев своя, другая форма фамилий. Например, как у ихрекцев: рут. Вы гьалды йи? (ты чей?) Ответ — Дамырашды, Алиешды, Митарашды, Дашлаешды и т. д. В случае с тухумом Шихийер, правильно произносилась бы фамилия так — Шихиешды

## Интересные факты
В известной книге «Рутулы» кандидата исторических наук, доцента ДГУ Гамзата Мусаева, дважды упоминается Шахбудин Амрахов. В начале книги автор выражает ему благодарность за помощь в написании книги, а в главе «Типы жилищ» упоминает, что в доме у Ш. Амрахова в Хнюхе сохранилась древняя арочная конструкция дома